# 岳元聲
岳元聲（1557年—1628年），字子初、之初，號予拙、石帆，又號潛初子，浙江嘉兴府桐乡县民籍嘉興縣（今嘉興市）人，明朝政治人物。萬曆癸未進士。累官侍郎，兩度因諫言削籍。

## 生平
岳飞十八世孙、岳珂之後。早年姓乐。嘉兴县學附學生，萬曆十年（1582年）壬午科浙江乡试第四十九名举人，萬曆十一年（1583年）聯捷癸未科會試第一百四十六名，三甲九十五名進士，吏部觀政，初任南直隸旌德縣知縣，任內平均徭役、消除弊端，即使老吏也不敢欺瞞他；後因得罪豪族而中谗調職。十六年改北直隸大名府教授。十七年遷國子監助教，十九年升國子監丞，二十年升工部主事，歷官工部都水司郎中，因爭三王並封，又極論關白之亂，弹劾兵部尚書石星主封误国，忤旨，二十四年五月革职为民，削籍歸鄉。萬曆四十年（1612年），顧憲成去世後，岳元聲和東林黨人們參與會祭。
天启初年，起复南京工部都水司郎中，二年五月升南京光禄寺少卿，三年三月升南京太常寺少卿，十月官南京太僕寺卿，再晉南京兵部右侍郎，五年三月进左侍郎。因曾弹劾魏忠贤，五年六月假南京操军鼓哗，令回籍听勘，九月再次被御史徐复阳、曹應瑞誣陷贪污，被削籍为民、追奪誥命。崇禎初，恢復名譽，晚年聚徒讲学。

## 著作
有《潜初子集》、《潜初杂著》等。

## 家族
曾祖父樂震，曾任壽官；祖父樂商；父樂九德。母張氏。重庆下。弟中聲、和聲、金聲、骏声、五聲。
岳和聲、岳骏聲、岳元聲三兄弟同为进士。